# Liste der Baudenkmale in Potsdam/G
Dieser Teil der Liste beinhaltet die Denkmale in Potsdam, die sich in Straßen befinden, die mit G beginnen. Der Stand der Liste ist der 31. Dezember 2020.

## Legende
In den Spalten befinden sich folgende Informationen:
- ID-Nr.: Die Nummer wird vom Brandenburgischen Landesamt für Denkmalpflege vergeben. Ein Link hinter der Nummer führt zum Eintrag über das Denkmal in der Denkmaldatenbank. In dieser Spalte kann sich zusätzlich das Wort Wikidata befinden, der entsprechende Link führt zu Angaben zu diesem Denkmal bei Wikidata.
- Lage: die Adresse des Denkmales und die geographischen Koordinaten. Link zu einem Kartenansichtstool, um Koordinaten zu setzen. In der Kartenansicht sind Denkmale ohne Koordinaten mit einem roten beziehungsweise orangen Marker dargestellt und können in der Karte gesetzt werden. Denkmale ohne Bild sind mit einem blauen bzw. roten Marker gekennzeichnet, Denkmale mit Bild mit einem grünen beziehungsweise orangen Marker.
- Bezeichnung: Bezeichnung in den offiziellen Listen des Brandenburgischen Landesamtes für Denkmalpflege. Ein Link hinter der Bezeichnung führt zum Wikipedia-Artikel über das Denkmal.
- Beschreibung: die Beschreibung des Denkmales
- Bild: ein Bild des Denkmales und gegebenenfalls einen Link zu weiteren Fotos des Baudenkmals im Medienarchiv Wikimedia Commons

## Baudenkmale
| ID-Nr.   | Lage                                                                   | Bezeichnung | Beschreibung | Bild |
| -------- | ---------------------------------------------------------------------- | --- | --- | --- |
| 09156259 | Babelsberg Nord Garnstraße 1 (Lage)                                    | Mietwohnhaus in der alten „Kolonie Nowawes“ | 1886/1901 | Mietwohnhaus in der alten „Kolonie Nowawes“ |
| 09155886 | Babelsberg Nord Garnstraße 2 (Lage)                                    | Wohn- und Geschäftshaus in der alten „Kolonie Nowawes“ | | Wohn- und Geschäftshaus in der alten „Kolonie Nowawes“ |
| 09155887 | Babelsberg Nord Garnstraße 3 (Lage)                                    | Kolonistenhaus in der alten „Kolonie Nowawes“ | | Kolonistenhaus in der alten „Kolonie Nowawes“ |
| 09155888 | Babelsberg Nord Garnstraße 9 (Lage)                                    | Kolonistenhaus in der alten „Kolonie Nowawes“ | | Kolonistenhaus in der alten „Kolonie Nowawes“ |
| 09155889 | Babelsberg Nord Garnstraße 10 (Lage)                                   | Kolonistenhaus in der alten „Kolonie Nowawes“ | | Kolonistenhaus in der alten „Kolonie Nowawes“ |
| 09155891 | Babelsberg Nord Garnstraße 15 (Lage)                                   | Wohn- und Geschäftshaus in der alten „Kolonie Nowawes“ | | Wohn- und Geschäftshaus in der alten „Kolonie Nowawes“ |
| 09155892 | Babelsberg Nord Garnstraße 17 (Lage)                                   | Kolonistenhaus in der alten „Kolonie Nowawes“ | | Kolonistenhaus in der alten „Kolonie Nowawes“ |
| 09155893 | Babelsberg Nord Garnstraße 27 (Lage)                                   | Kolonistenhaus in der alten „Kolonie Nowawes“ | | Kolonistenhaus in der alten „Kolonie Nowawes“ |
| 09155894 | Babelsberg Nord Garnstraße 29 (Lage)                                   | Kolonistenhaus in der alten „Kolonie Nowawes“ | | Kolonistenhaus in der alten „Kolonie Nowawes“ |
| 09155895 | Babelsberg Nord Garnstraße 30 (Lage)                                   | Kolonistenhaus, Reformierte Schule in der alten „Kolonie Nowawes“ | | Kolonistenhaus, Reformierte Schule in der alten „Kolonie Nowawes“ |
| 09155896 | Babelsberg Nord Garnstraße 31, 32 (Lage)                               | Kolonistenhaus, Wohnhaus in der alten „Kolonie Nowawes“ | | Kolonistenhaus, Wohnhaus in der alten „Kolonie Nowawes“ |
| 09156260 | Babelsberg Nord Garnstraße 36 (Lage)                                   | Kolonistenhaus in der alten „Kolonie Nowawes“ | | Kolonistenhaus in der alten „Kolonie Nowawes“ |
| 09155897 | Babelsberg Nord Garnstraße 37 (Lage)                                   | Kolonistenhaus in der alten „Kolonie Nowawes“ | | Kolonistenhaus in der alten „Kolonie Nowawes“ |
| 09157359 | Gartenstraße 1 (Lage)                                                  | Wohnhaus | | BW |
| 09156553 | Brandenburger Vorstadt Geschwister-Scholl-Straße 37 (Lage)             | Bahnhof Park Sanssouci, ehemals Bürgerbahnhof der Station Wildpark, mit Toilettenhäuschen und Freiflächen (südlich der Straßenbegrenzung, nördlich des Bahndamms)                           | Das Empfangsgebäude des Bahnhofs, auch Bürgerbahnhof genannt, ist ein Fachwerkbau aus dem Jahre 1869. | weitere Bilder |
| 09156141 | Brandenburger Vorstadt Geschwister-Scholl-Straße 38 (Lage)             | Kaiserliches Postamt mit Nebengebäude, Vorgarten und Einfriedung | | Kaiserliches Postamt mit Nebengebäude, Vorgarten und Einfriedung |
| 09157097 | Brandenburger Vorstadt Geschwister-Scholl-Straße 43 (Lage)             | Villa Michaelis | | [[Vorlage:Bilderwunsch/code!/C:52.393917,13.018809!/D:Brandenburger Vorstadt Geschwister-Scholl-Straße 43, Villa Michaelis!/\|BW]]                                                                                                   |
| 09157327 | Brandenburger Vorstadt Geschwister-Scholl-Straße 44 (Lage)             | Wohnhaus | | [[Vorlage:Bilderwunsch/code!/C:52.3939,13.01908!/D:Brandenburger Vorstadt Geschwister-Scholl-Straße 44, Wohnhaus!/\|BW]] |
| 09156572 | Brandenburger Vorstadt Geschwister-Scholl-Straße 52, 53 (Lage)         | Villa Fritzsche mit Anbau, Gartenhaus und Gartenanlage | 1. Bauphase: 1876; Bauherr: A. Dreitzel, Berliner Hotelbesitzer; Baumeister: August Grabkowsky, Maurermeister; 2. Bauphase: 1890 Erweiterungsbau, Remise und Kutscherhaus; Bauherr: Dr. Lesser, Rentier; Baumeister: Ernst Petzholtz, Hofbau- und Hofmaurermeister; 3. Bauphase: um 1907/08 Erweiterungsbau; Bauherr: Karl Fritzsche, Architekt;                                                                     | Villa Fritzsche mit Anbau, Gartenhaus und Gartenanlage |
| 09156694 | Brandenburger Vorstadt Geschwister-Scholl-Straße 54 (Lage)             | Haus Herzfeld mit Resten des Vorgartens, Staffagemauer und Einfriedung | | Haus Herzfeld mit Resten des Vorgartens, Staffagemauer und Einfriedung |
| 09156619 | Brandenburger Vorstadt Geschwister-Scholl-Straße 75 (Lage)             | Mietwohnhaus mit Seitengebäuden und Hofanlage | | Mietwohnhaus mit Seitengebäuden und Hofanlage |
| 09156142 | Brandenburger Vorstadt Geschwister-Scholl-Straße 81 (Lage)             | Vorstädtische Villa | | Vorstädtische Villa |
| 09156143 | Nauener Vorstadt Glumestraße 2 (Lage)                                  | Landhaus Spiegel | | Landhaus Spiegel |
| 09156140 | Babelsberg Nord Goethestraße ()                                        | Grabstätte Paul Neumann, auf dem Friedhof | | ein Bild hochladen |
| 09156077 | Babelsberg Nord Goethestraße ()                                        | Grabstätte Albert Klink, auf dem Friedhof | | ein Bild hochladen |
| 09156139 | Babelsberg Nord Goethestraße (Lage)                                    | Grabstätte Karl Gruhl, auf dem Friedhof | Inschrift: Der Dienst der Freiheit ist ein strenger Dienst, / er trägt nicht Gold, er trägt nicht Fürstengunst, / er bringt Verbannung, Hunger, Schmach und Tod. / Und doch ist dieser Dienst der höchste Dienst. / Ihrem / Karl Gruhl / * 28. März 1862 / + 30. Juni 1911 / Die frei organisierte Arbeiterschaft / Nowawes. / Alwine Gruhl / * 3. Januar 1862 / + 1. Oktober 1932                                   | Grabstätte Karl Gruhl, auf dem Friedhof |
| 09156704 | Babelsberg Nord Goethestraße 45 (Lage)                                 | Wohnhaus mit ehemaligem Gaststätten-Raum | | Wohnhaus mit ehemaligem Gaststätten-Raum |
| 09157366 | Babelsberg Nord Goethestraße 48 (Lage)                                 | Wohnhaus mit Resten der Einfriedung | Bauherr: Dr. Reschke Eingeschossiges Holzhaus auf Rüdersdorfer Kalksteinsockel mit Satteldach Einfriedung: Gartentür mit handgeschmiedeter Klinke und Einfriedung in Teilen in Anlehnung an die bauzeitliche Konstruktion erneuert: quergelagerte Brettern zwischen Kalksteinpfeilern und über Ziegelsockel. | [[Vorlage:Bilderwunsch/code!/C:52.3964718,13.1101587!/D:Babelsberg Nord Goethestraße 48, Wohnhaus mit Resten der Einfriedung!/\|BW]]                                                                                                 |
| 09155759 | Jägervorstadt Gregor-Mendel-Straße 3 (Lage)                            | Villenensemble | Bauherr: Mathäus Paul Woytasch, Kammerdiener und Kastellan Baujahr: 1847–1849 Um- und Erweiterungsbau Architekten: Ludwig Ferdinand Hesse, Johann Heinrich Haeberlin | Villenensemble |
| 09155760 | Jägervorstadt Gregor-Mendel-Straße 4 (Lage)                            | Villa | Bauherr: Christian Gottlieb Wendorf, Kammerlakai Baujahr: um 1844 Architekt: Johann Heinrich Haeberlin | Villa |
| 09156276 | Jägervorstadt Gregor-Mendel-Straße 7 (Lage)                            | Mietwohnhaus mit Seitenflügel, Vorgarten und Einfriedung sowie hofseitiger Pflasterung | Baujahr: 1906 Maurermeister: Gustav Adolf Wilhelm Behrend | Mietwohnhaus mit Seitenflügel, Vorgarten und Einfriedung sowie hofseitiger Pflasterung |
| 09156238 | Jägervorstadt Gregor-Mendel-Straße 8 (Lage)                            | Villa | | Villa |
| 09156620 | Jägervorstadt Gregor-Mendel-Straße 9 (Lage)                            | Mietwohnhaus (Fassade) und Vorgarten mit Einfriedung | | Mietwohnhaus (Fassade) und Vorgarten mit Einfriedung |
| 09156235 | Jägervorstadt Gregor-Mendel-Straße 23 (Lage)                           | Villa Francke, auch Villa Mertens (benannt nach der Tochter von Carl Francke, die die Villa 1907 erbte)                                                                                     | Bauherr: Carl Francke, Holzhändler Baujahr: 1873/74 Architekt: Reinhold Persius | Villa Francke, auch Villa Mertens (benannt nach der Tochter von Carl Francke, die die Villa 1907 erbte) |
| 09156236 | Jägervorstadt Gregor-Mendel-Straße 24 (Lage)                           | Steuerhaus | Baujahr: 1887 Architekt: unbekannt | Steuerhaus |
| 09156944 | Jägervorstadt Gregor-Mendel-Straße 24a (Lage)                          | Wohnhaus mit Garten | Baujahr: 1922 Architekt: Paul Mebes Bauherr: Fabrikant Richard Schweizer | Wohnhaus mit Garten |
| 09155762 | Jägervorstadt Gregor-Mendel-Straße 26 (Lage)                           | Villa Rohn, auch Löwenvilla | Bauherr: Georg Rohn, Bankier Baujahr: 1904/05 Architekt: Emil Lorenz, Hannover | Villa Rohn, auch Löwenvilla |
| 09157350 | Gregor-Mendel-Straße 30, 31 (Lage)                                     | Mietwohnhaus mit Saalbau | Entwurf: Friedrich Wilhelm Junghans, Architekt Bauherr: Karl Gosch, Schneidermeister und Gemeindeleiter der Adventgemeinde Zweigeschossiger Klinkerbau mit eingeschossigem Saalanbau. Ursprünglich errichtet 1929/30 für die Freikirche der Siebenten-Tags-Adventisten. Die Ausstattung mit Spitzbogenfenstern und einem Taufbecken für eine Ganzkörpertaufe macht die ehemalige kirchliche Nutzung am Bau ablesbar. | BW |
| 09156237 | Jägervorstadt Gregor-Mendel-Straße 33 (Lage)                           | Villa | Baujahr: 1871/72 Maurermeister: Johann Wilhelm Albert Lüdicke | Villa |
| 09156621 | Jägervorstadt Gregor-Mendel-Straße 34 (Lage)                           | Wohnhaus Osann mit Garten, Zufahrt und Vorgarten | | Wohnhaus Osann mit Garten, Zufahrt und Vorgarten |
| 09156275 | Jägervorstadt Gregor-Mendel-Straße 38 (Lage)                           | Mietwohnhaus mit Seitenflügel, Vorgarten und Einfriedung sowie Pflasterung | | Mietwohnhaus mit Seitenflügel, Vorgarten und Einfriedung sowie Pflasterung |
| 09156765 | Jägervorstadt Gregor-Mendel-Straße 40 (Lage)                           | Wohnhaus | | Wohnhaus |
| 09155898 | Babelsberg Nord Grenzstraße 1 (Lage)                                   | Kolonistenhaus in der alten „Kolonie Nowawes“ | | Kolonistenhaus in der alten „Kolonie Nowawes“ |
| 09155899 | Babelsberg Nord Grenzstraße 2 (Lage)                                   | Kolonistenhaus in der alten „Kolonie Nowawes“ | | Kolonistenhaus in der alten „Kolonie Nowawes“ |
| 09155900 | Babelsberg Nord Grenzstraße 5 (Lage)                                   | Kolonistenhaus in der alten „Kolonie Nowawes“ | | Kolonistenhaus in der alten „Kolonie Nowawes“ |
| 09155901 | Babelsberg Nord Grenzstraße 6 (Lage)                                   | Kolonistenhaus in der alten „Kolonie Nowawes“ | | Kolonistenhaus in der alten „Kolonie Nowawes“ |
| 09156223 | Babelsberg Süd Großbeerenstraße (Lage)                                 | Grabstätte Walter Klausch, auf dem Friedhof | Walter Klausch war ein Kommunist, der in der NS-Zeit im Gestapo-Gefängnis Suizid verübte. | [[Vorlage:Bilderwunsch/code!/C:52.385113,13.100856!/D:Babelsberg Süd Großbeerenstraße, Grabstätte Walter Klausch, auf dem Friedhof!/\|BW]]                                                                                           |
| 09156078 | Babelsberg Süd Großbeerenstraße (Lage)                                 | Grabstätte Herbert Ritter, auf dem Friedhof | | [[Vorlage:Bilderwunsch/code!/C:52.386297,13.100215!/D:Babelsberg Süd Großbeerenstraße, Grabstätte Herbert Ritter, auf dem Friedhof!/\|BW]]                                                                                           |
| 09157333 | Großbeerenstraße 38 ()                                                 | Wohnhaus Dr. Kammler mit Garage, Einfriedung und Garten | | ein Bild hochladen |
| 09157335 | Großbeerenstraße 190 ()                                                | Mietwohnhaus mit Rest der Einfriedung | | ein Bild hochladen |
| 09157002 | Stern Großbeerenstraße 329, 331, 333, 335, 337, 337a, 337b, 339 (Lage) | Sanatorium Dr. Richard Sinn mit Krankenhaus-trakten, Wandelhalle, Villa, Pförtnerhaus und Außenanlage                                                                                       | | [[Vorlage:Bilderwunsch/code!/C:52.379709,13.140404!/D:Stern Großbeerenstraße 329, 331, 333, 335, 337, 337a, 337b, 339, Sanatorium Dr. Richard Sinn mit Krankenhaus-trakten, Wandelhalle, Villa, Pförtnerhaus und Außenanlage!/\|BW]] |
| 09155003 | Nördliche Innenstadt Große Fischerstraße, Am Kanal (Lage)              | Straßenzug einschließlich Resten der barocken Stadtmauer | | Straßenzug einschließlich Resten der barocken Stadtmauer |
| 09155067 | Nördliche Innenstadt Große Fischerstraße 3 (Lage)                      | Bürgerliches Wohnhaus | | Bürgerliches Wohnhaus |
| 09155068 | Nördliche Innenstadt Große Fischerstraße 4 (Lage)                      | Bürgerliches Wohnhaus | | Bürgerliches Wohnhaus |
| 09155070 | Nördliche Innenstadt Große Fischerstraße 6 (Lage)                      | Bürgerliches Wohnhaus | | Bürgerliches Wohnhaus |
| 09155071 | Nördliche Innenstadt Große Fischerstraße 7 (Lage)                      | Bürgerliches Wohnhaus | | Bürgerliches Wohnhaus |
| 09155072 | Nördliche Innenstadt Große Fischerstraße 8 (Lage)                      | Bürgerliches Wohnhaus | | Bürgerliches Wohnhaus |
| 09155073 | Nördliche Innenstadt Große Fischerstraße 9 (Lage)                      | Bürgerliches Wohnhaus | | Bürgerliches Wohnhaus |
| 09155074 | Nördliche Innenstadt Große Fischerstraße 10 (Lage)                     | Bürgerliches Wohnhaus | | Bürgerliches Wohnhaus |
| 09156144 | Nauener Vorstadt Große Weinmeisterstraße 2 (Lage)                      | Villa Tuckay | Bauherr: Tuckay, Hofküchenmeister a. D. Baujahr: 1872–1873 (Mietwohnhaus) Maurermeister: Carl Partik | Villa Tuckay |
| 09156145 | Nauener Vorstadt Große Weinmeisterstraße 17 (Lage)                     | Villa (Fassade) und Remise | Bauherr: unbekannt Baujahr: um 1875 Maurermeister: Gustav Adolf Heinrich Zech (zugeschrieben) | Villa (Fassade) und Remise |
| 09156239 | Nauener Vorstadt Große Weinmeisterstraße 23a (Lage)                    | Landhaus Otto von Estorff | Otto von Estorff | Landhaus Otto von Estorff |
| 09156240 | Nauener Vorstadt Große Weinmeisterstraße 24 (Lage)                     | Landhaus Cordes | | Landhaus Cordes |
| 09156292 | Nauener Vorstadt Große Weinmeisterstraße 24a (Lage)                    | Landhaus | | Landhaus |
| 09156293 | Nauener Vorstadt Große Weinmeisterstraße 25 (Lage)                     | Landhaus | | Landhaus |
| 09156294 | Nauener Vorstadt Große Weinmeisterstraße 33 (Lage)                     | Landhaus Schloessmann | 1936 nach Plänen von G. Hillenbrand und Otto von Estorff errichtet, Fassade von G. Winkler gestaltet (Fassade) | Landhaus Schloessmann |
| 09156295 | Nauener Vorstadt Große Weinmeisterstraße 34 (Lage)                     | Landhaus Schmidt-Dahlenburg | 1929 von Otto von Estorff & G. Winkler | Landhaus Schmidt-Dahlenburg |
| 09156296 | Nauener Vorstadt Große Weinmeisterstraße 35 (Lage)                     | Landhaus Martens | 1937 von Otto von Estorff & G. Winkler | Landhaus Martens |
| 09157026 | Nauener Vorstadt Große Weinmeisterstraße 42 (Lage)                     | Kelleranlage | | [[Vorlage:Bilderwunsch/code!/C:52.420784,13.065571!/D:Nauener Vorstadt Große Weinmeisterstraße 42, Kelleranlage!/\|BW]] |
| 09155763 | Nauener Vorstadt Große Weinmeisterstraße 43 (Lage)                     | Villa Henckel mit Garten- und Parkanlage mit Stibadium, Portierhaus, Teich- und Grottenanlage, Einfriedung                                                                                  | Bauherr: Hermann Henckel, Bankdirektor Baujahr: 1868–1870 Architekt: nicht gesichert Ausführender Bau- und Maurermeister: Ernst Petzholtz | Villa Henckel mit Garten- und Parkanlage mit Stibadium, Portierhaus, Teich- und Grottenanlage, Einfriedung |
| 09157088 | Nauener Vorstadt Große Weinmeisterstraße 43b (Lage)                    | Wasserhochbehälter mit turmartiger Schieberkammer und Einfriedung | | Wasserhochbehälter mit turmartiger Schieberkammer und Einfriedung |
| 09156147 | Nauener Vorstadt Große Weinmeisterstraße 49-49c (Lage)                 | Auguste-Victoria-Pfingsthaus-Stiftung mit Altem Pfingsthaus, Neuem Pfingsthaus, Kirche, Pfarrhaus, Haus für die Witwen mit Gemeindesaal, zwei Stallgebäuden, Eingangsportal und Einfriedung | | weitere Bilder |
| 09156816 | Nauener Vorstadt Große Weinmeisterstraße 56 (Lage)                     | Wohnhaus mit Remise und Vorgarten mit Einfriedung | | Wohnhaus mit Remise und Vorgarten mit Einfriedung |
| 09156623 | Nauener Vorstadt Große Weinmeisterstraße 59 (Lage)                     | Villa Lehmann-Burckhardt mit Vorgarten und Einfriedung | Bauherr: Lehmann, Kaufmann Baujahr: 1866/67 Baumeister: wahrscheinlich Ernst Petzholtz, Bau- und Maurermeister | Villa Lehmann-Burckhardt mit Vorgarten und Einfriedung |
| 09156599 | Nauener Vorstadt Große Weinmeisterstraße 61 (Lage)                     | Villa Finckenstein mit Vorgarten und Resten der Einfriedung | Bauherr: Graf Finck von Finckenstein, Königlicher Major Baujahr: 1868/69 Baumeister: Ernst Petzholtz, Bau- und Maurermeister | Villa Finckenstein mit Vorgarten und Resten der Einfriedung |
| 09156148 | Nauener Vorstadt Große Weinmeisterstraße 62 (Lage)                     | Landhaus Gericke mit Stall und Remisegebäude, Vorgarten und Einfriedung | Bauherr: unbekannt Baujahr: 1893/94 Architekt: Friedrich Gericke, Berlin | Landhaus Gericke mit Stall und Remisegebäude, Vorgarten und Einfriedung |
| 09156833 | Nördliche Innenstadt Gutenbergstraße (Lage)                            | Straßenzug in der II. Barocken Stadterweiterung | | Straßenzug in der II. Barocken Stadterweiterung |
| 09155383 | Nördliche Innenstadt Gutenbergstraße 7 (Lage)                          | Barockes Typenhaus, ohne Seitenflügel und Quergebäude | | Barockes Typenhaus, ohne Seitenflügel und Quergebäude |
| 09155384 | Nördliche Innenstadt Gutenbergstraße 8 (Lage)                          | Barockes Typenhaus, ohne Seitenflügel | | Barockes Typenhaus, ohne Seitenflügel |
| 09155385 | Nördliche Innenstadt Gutenbergstraße 9 (Lage)                          | Barockes Typenhaus, ohne Seitenflügel | | Barockes Typenhaus, ohne Seitenflügel |
| 09155386 | Nördliche Innenstadt Gutenbergstraße 10 (Lage)                         | Barockes Typenhaus, ohne Quergebäude | | Barockes Typenhaus, ohne Quergebäude |
| 09155387 | Nördliche Innenstadt Gutenbergstraße 11 (Lage)                         | Barockes Typenhaus, ohne Quergebäude | | Barockes Typenhaus, ohne Quergebäude |
| 09155388 | Nördliche Innenstadt Gutenbergstraße 12 (Lage)                         | Barockes Typenhaus, ohne Quergebäude | | Barockes Typenhaus, ohne Quergebäude |
| 09155389 | Nördliche Innenstadt Gutenbergstraße 13 (Lage)                         | Barockes Typenhaus, aufgestockt, ohne Seitenflügel | | Barockes Typenhaus, aufgestockt, ohne Seitenflügel |
| 09155390 | Nördliche Innenstadt Gutenbergstraße 14 (Lage)                         | Barockes Typenhaus, ohne Quergebäude | | Barockes Typenhaus, ohne Quergebäude |
| 09155391 | Nördliche Innenstadt Gutenbergstraße 15 (Lage)                         | Barockes Typenhaus, aufgestockt | | Barockes Typenhaus, aufgestockt |
| 09155392 | Nördliche Innenstadt Gutenbergstraße 16 (Lage)                         | Barockes Typenhaus, ohne Quergebäude | | Barockes Typenhaus, ohne Quergebäude |
| 09155393 | Nördliche Innenstadt Gutenbergstraße 17 (Lage)                         | Barockes Typenhaus, ohne Quergebäude | | Barockes Typenhaus, ohne Quergebäude |
| 09155394 | Nördliche Innenstadt Gutenbergstraße 18 (Lage)                         | Barockes Typenhaus | | Barockes Typenhaus |
| 09155395 | Nördliche Innenstadt Gutenbergstraße 19 (Lage)                         | Barockes Typenhaus | | Barockes Typenhaus |
| 09155396 | Nördliche Innenstadt Gutenbergstraße 22 (Lage)                         | Barockes Typenhaus | | Barockes Typenhaus |
| 09155397 | Nördliche Innenstadt Gutenbergstraße 23 (Lage)                         | Barockes Typenhaus | | Barockes Typenhaus |
| 09155398 | Nördliche Innenstadt Gutenbergstraße 25 (Lage)                         | Bürgerliches Wohnhaus | Baujahr: 1788 Baumeister: Georg Christian Unger oder Johann Rudolf Heinrich Richter (nicht gesichert) | Bürgerliches Wohnhaus |
| 09155399 | Nördliche Innenstadt Gutenbergstraße 26 (Lage)                         | Barockes Typenhaus, ohne Seitenflügel und Quergebäude | | Barockes Typenhaus, ohne Seitenflügel und Quergebäude |
| 09155400 | Nördliche Innenstadt Gutenbergstraße 27 (Lage)                         | Barockes Typenhaus, einschließlich des linken Seitenflügels, ohne rechten Seitenflügel | | Barockes Typenhaus, einschließlich des linken Seitenflügels, ohne rechten Seitenflügel |
| 09155401 | Nördliche Innenstadt Gutenbergstraße 28 (Lage)                         | Barockes Typenhaus | | Barockes Typenhaus |
| 09155402 | Nördliche Innenstadt Gutenbergstraße 29 (Lage)                         | Barockes Typenhaus, ohne linken Seitenflügel und Quergebäude | | Barockes Typenhaus, ohne linken Seitenflügel und Quergebäude |
| 09155403 | Nördliche Innenstadt Gutenbergstraße 30 (Lage)                         | Barockes Typenhaus, aufgestockt, ohne linken Seitenflügel | | Barockes Typenhaus, aufgestockt, ohne linken Seitenflügel |
| 09155404 | Nördliche Innenstadt Gutenbergstraße 31 (Lage)                         | Barockes Typenhaus, ohne Quergebäude | | Barockes Typenhaus, ohne Quergebäude |
| 09155405 | Nördliche Innenstadt Gutenbergstraße 32 (Lage)                         | Barockes Typenhaus | | Barockes Typenhaus |
| 09155406 | Nördliche Innenstadt Gutenbergstraße 33 (Lage)                         | Barockes Typenhaus | | Barockes Typenhaus |
| 09156149 | Nördliche Innenstadt Gutenbergstraße 51 (Lage)                         | Wohnhaus für städtische Feuerwehrangestellte | Baujahr: 1938/39 | [[Vorlage:Bilderwunsch/code!/C:52.402674,13.06843!/D:Nördliche Innenstadt Gutenbergstraße 51, Wohnhaus für städtische Feuerwehrangestellte!/\|BW]]                                                                                   |
| 09156624 | Nördliche Innenstadt Gutenbergstraße 60-65 (Lage)                      | Wohnanlage „Witam“, Wohnhausgruppe Gutenbergstraße 60-65 | | Wohnanlage „Witam“, Wohnhausgruppe Gutenbergstraße 60-65 |
| 09156150 | Nördliche Innenstadt Gutenbergstraße 66 (Lage)                         | Wohnhaus und Atelier des Architekten Julius Otto Kerwien | Wohnhaus und Atelier des Architekten Julius Otto Kerwien | Wohnhaus und Atelier des Architekten Julius Otto Kerwien |
| 09155621 | Nördliche Innenstadt Gutenbergstraße 71 (Lage)                         | Barockes Typenhaus, ohne rechten Seitenflügel und Quergebäude | | Barockes Typenhaus, ohne rechten Seitenflügel und Quergebäude |
| 09155622 | Nördliche Innenstadt Gutenbergstraße 72 (Lage)                         | Barockes Typenhaus, ohne linken Seitenflügel und Quergebäude | | Barockes Typenhaus, ohne linken Seitenflügel und Quergebäude |
| 09155623 | Nördliche Innenstadt Gutenbergstraße 73 (Lage)                         | Barockes Typenhaus, ohne Seitenflügel | | Barockes Typenhaus, ohne Seitenflügel |
| 09155624 | Nördliche Innenstadt Gutenbergstraße 76 (Lage)                         | Barockes Typenhaus, ohne Seitenflügel und Quergebäude | | Barockes Typenhaus, ohne Seitenflügel und Quergebäude |
| 09155625 | Nördliche Innenstadt Gutenbergstraße 77 (Lage)                         | Barockes Typenhaus, ohne rechten Seitenflügel | | Barockes Typenhaus, ohne rechten Seitenflügel |
| 09155626 | Nördliche Innenstadt Gutenbergstraße 78 (Lage)                         | Barockes Typenhaus | | Barockes Typenhaus |
| 09155627 | Nördliche Innenstadt Gutenbergstraße 79 (Lage)                         | Barockes Typenhaus, ohne Seitenflügel und Quergebäude | | Barockes Typenhaus, ohne Seitenflügel und Quergebäude |
| 09155628 | Nördliche Innenstadt Gutenbergstraße 80 (Lage)                         | Barockes Typenhaus | | Barockes Typenhaus |
| 09155629 | Nördliche Innenstadt Gutenbergstraße 81 (Lage)                         | Barockes Typenhaus | | Barockes Typenhaus |
| 09155630 | Nördliche Innenstadt Gutenbergstraße 83 (Lage)                         | Barockes Typenhaus | | Barockes Typenhaus |
| 09155631 | Nördliche Innenstadt Gutenbergstraße 84 (Lage)                         | Barockes Typenhaus | | Barockes Typenhaus |
| 09155632 | Nördliche Innenstadt Gutenbergstraße 85 (Lage)                         | Barockes Typenhaus, ohne linken Seitenflügel | | Barockes Typenhaus, ohne linken Seitenflügel |
| 09155633 | Nördliche Innenstadt Gutenbergstraße 86 (Lage)                         | Barockes Typenhaus, ohne rechten Seitenflügel | | Barockes Typenhaus, ohne rechten Seitenflügel |
| 09155407 | Nördliche Innenstadt Gutenbergstraße 87 (Lage)                         | Barockes Typenhaus, ohne linken Seitenflügel und Quergebäude | | Barockes Typenhaus, ohne linken Seitenflügel und Quergebäude |
| 09155408 | Nördliche Innenstadt Gutenbergstraße 88 (Lage)                         | Barockes Typenhaus einschließlich beider Seitenflügel und Quergebäude | | Barockes Typenhaus einschließlich beider Seitenflügel und Quergebäude |
| 09155409 | Nördliche Innenstadt Gutenbergstraße 89 (Lage)                         | Barockes Typenhaus, einschließlich des linken und des rechten Fachwerkgebäudes | | Barockes Typenhaus, einschließlich des linken und des rechten Fachwerkgebäudes |
| 09155410 | Nördliche Innenstadt Gutenbergstraße 90 (Lage)                         | Mietwohnhaus, ohne Seitenflügel und Quergebäude | | Mietwohnhaus, ohne Seitenflügel und Quergebäude |
| 09155411 | Nördliche Innenstadt Gutenbergstraße 91 (Lage)                         | Barockes Typenhaus, einschließlich des ersten rechten Seitenflügels, des linken Seitenflügels, ohne zweiten linken Seitenflügel und Quergebäude                                             | | Barockes Typenhaus, einschließlich des ersten rechten Seitenflügels, des linken Seitenflügels, ohne zweiten linken Seitenflügel und Quergebäude                                                                                      |
| 09155412 | Nördliche Innenstadt Gutenbergstraße 92 (Lage)                         | Barockes Typenhaus, einschließlich des zweiten rechten Seitenflügels und des Quergebäudes, ohne den ersten rechten und linken Seitenflügel                                                  | | Barockes Typenhaus, einschließlich des zweiten rechten Seitenflügels und des Quergebäudes, ohne den ersten rechten und linken Seitenflügel                                                                                           |
| 09155413 | Nördliche Innenstadt Gutenbergstraße 93 (Lage)                         | Barockes Typenhaus | | Barockes Typenhaus |
| 09155414 | Nördliche Innenstadt Gutenbergstraße 95 (Lage)                         | Barockes Typenhaus | | Barockes Typenhaus |
| 09155415 | Nördliche Innenstadt Gutenbergstraße 96 (Lage)                         | Barockes Typenhaus | | Barockes Typenhaus |
| 09155416 | Nördliche Innenstadt Gutenbergstraße 97 (Lage)                         | Bürgerliches Wohnhaus | | Bürgerliches Wohnhaus |
| 09155417 | Nördliche Innenstadt Gutenbergstraße 98 (Lage)                         | Barockes Typenhaus, einschließlich des Seitenflügels und des Hinterhauses | | Barockes Typenhaus, einschließlich des Seitenflügels und des Hinterhauses |
| 09155418 | Nördliche Innenstadt Gutenbergstraße 103 (Lage)                        | Barockes Typenhaus | | Barockes Typenhaus |
| 09155419 | Nördliche Innenstadt Gutenbergstraße 104 (Lage)                        | Bürgerliches Wohnhaus, ohne Seitenflügel | | Bürgerliches Wohnhaus, ohne Seitenflügel |
| 09155420 | Nördliche Innenstadt Gutenbergstraße 105 (Lage)                        | Barockes Typenhaus, ohne Seitenflügel | | Barockes Typenhaus, ohne Seitenflügel |
| 09155421 | Nördliche Innenstadt Gutenbergstraße 106 (Lage)                        | Barockes Typenhaus, einschließlich des Gartenhauses | | Barockes Typenhaus, einschließlich des Gartenhauses |
| 09155422 | Nördliche Innenstadt Gutenbergstraße 107 (Lage)                        | Barockes Typenhaus, einschließlich des ersten rechten und der zweiten linken Seitenflügels                                                                                                  | | Barockes Typenhaus, einschließlich des ersten rechten und der zweiten linken Seitenflügels |
| 09155423 | Nördliche Innenstadt Gutenbergstraße 108 (Lage)                        | Barockes Typenhaus, ohne Seitenflügel und Quergebäude | | Barockes Typenhaus, ohne Seitenflügel und Quergebäude |